# Дуглас Фербенкс
Дуглас Фербенкс (англ. Douglas Fairbanks; 23 травня 1883 — 12 грудня 1939) — відомий американський актор, зірка німого кіно. Виконавець ролей у гостросюжетних та пригодницьких фільмах. Засновник власної кінофірми «Дуглас Фербенкс філм корпорейшен» під патронатом «Парамаунт корпорейшен» (1917 рік), співвласник фірми «Юнайтид Артістс» (1919 рік), продюсер та сценарист низки фільмів. Автор брошури «Жити та посміхатися» (1917 рік).

## Біографія
Дуглас Елтон Ульман (англ. Douglas Elton Ulman, за іншими джерелами — Джуліус Ульман (англ. Julius Ulman)) народився 23 травня 1883 року в Денвері, штат Колорадо, в єврейській родині успішного бізнесмена й адвоката. З дитинства займався їздою верхи, фехтуванням, легкою атлетикою, захоплювався театром. Після закінчення школи вступив до Гарвардського університету, проте незабаром оголосив батькові, що збирається стати актором, був позбавлений фінансової підтримки та на власні заощадження вирушив до Європи. Працював землекопом на будівництві паризького метро, потім вантажником в лондонському порту, потім найнявся матросом на вантажне судно і в 1900 році повернувся на ньому в Америку, де якийсь час працював продавцем у крамниці і службовцем в компанії на Волл-Стріт, одночасно намагаючись влаштуватися в театр.
У 1902 році успішно дебютував як театральний актор на Бродвеї, прийнявши псевдонім «Дуглас Фербенкс». У 1907 році одружився зі спадкоємицею великого бізнесу Анні Бет Саллі (Anna Beth Sully) і залишив сцену. У 1909 році у них народився син Дуглас Фербенкс-молодший. У тому ж році компанія, якою володіла його дружина, збанкрутувала, і Фербенкс повернувся до акторської роботи і до 1912 року домігся досить значної популярності. У 1915 році він був, серед інших театральних акторів, запрошений зніматися у фільмах студії Triangle Pictures.

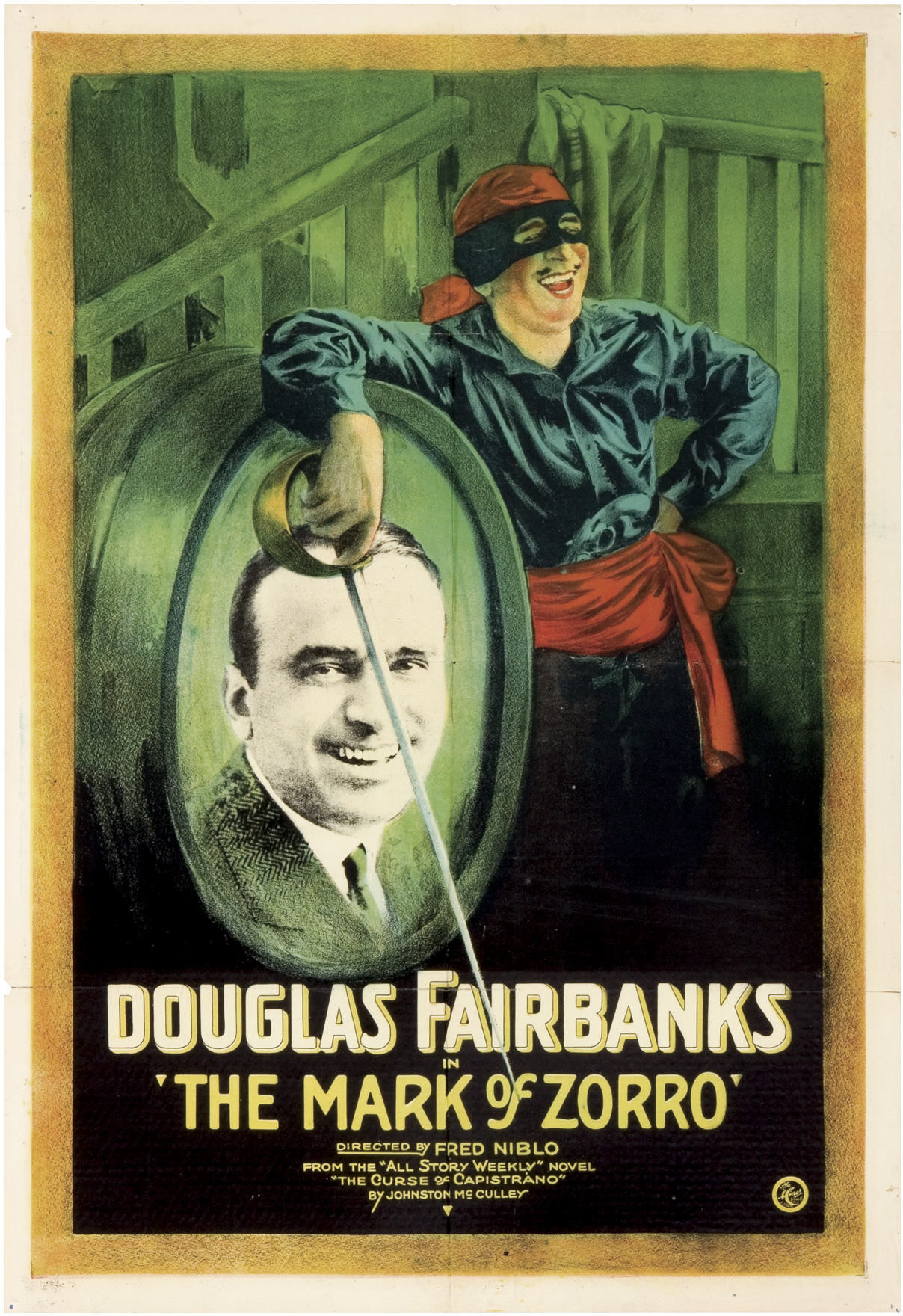
Постер до фільму «Знак Зорро» (1920)

Першим фільмом Фербенкса було «Ягня» (The Lamb, 1915) режисера Вільяма Крісті Кабанна за сценарієм Д. В. Гріффіта, в якому актор зіграв головну роль. Фільм був тепло прийнятий глядачами і в наступних фільмах з Фербенксом закріпилося амплуа героя романтичних комедій. Спеціально «під Фербенкса» була створена ціла серія фільмів режисера Джона Емерсона за сценаріями Аніти Лус, в яких чарівність Фербенкса вдало поєднувалося з його іронічним ставленням до його персонажів. Одним з найвідоміших фільмів цього періоду став «Американець» (The Americano, 1916), в якому Фербенкс, за висловом Жоржа Садуля, «з властивим йому благодушністю пригнічує збройне повстання в Південній Америці».
У лютому 1917 року Дуглас Фербенкс покидає Triangle і засновує власну компанію Douglas Fairbanks Film Corporation під егідою Paramount Pictures.
У 1919 році він розлучається з дружиною і незабаром одружується з акторкою Мері Пікфорд. У тому ж році, намагаючись вийти з-під контролю великих голлівудських студій, Фербенкс, Пікфорд, Чаплін і Гріффіт засновують компанію United Artists, що дає їм крім творчої свободи можливість самим займатися поширенням своїх фільмів. Крім того, в 1921 році вони допомагають організувати фонд Motion Picture Fund (чинний і понині), завданням якого була допомога нужденним кінематографістам.
У 1920 році Фербенкс випускає один з самих своїх знаменитих фільмів «Знак Зорро» (англ. The Mark of Zorro), успіх якого робить актора ще більш популярним і відкриває дорогу для цілої серії фільмів плаща і шпаги — «Три мушкетери» (1921), «Робін Гуд» (Robin Hood, 1922), «Багдадський злодій» (The Thief of Bagdad, 1924), «Чорний пірат» (1926) та інших.
Фербенкс і Пікфорд були першими діячами кіномистецтва, які залишили відбитки своїх долонь в мокрому цементі на Алеї Слави в Голлівуді під час церемонії відкриття Китайського театру Граумана 30 квітня 1927. У тому ж році Фербенкс стає першим президентом Американської академії кіномистецтва і проводить першу церемонію вручення премій Кіноакадемії.
Група найбільших американських кіноакторів, очолювана Фербенксом, активно фінансувала товариство «Техніколор» — їх досліди в галузі отримання кольорового кіно.
Останнім німим фільмом за участю Фербенкса стала «Залізна маска» (The Iron Mask, 1929), після якої вони разом з Пікфорд знялися у фільмі «Приборкання норовливої» (англ. The Taming of the Shrew, 1929). Фільм, однак, не мав очікуваного успіху, і Фербенкс почав поступово відходити від справ. Останнім фільмом з його участю стала «Приватне життя Дон Жуана» (The Private Life of Don Juan, 1934).
У 1933 році у Фербенкса зав'язується роман з Сільвією Ешлі. У 1936 році він розлучається з Мері Пікфорд і одружується з Ешлі, з якою усамітнено поселяється в Санта-Моніці.
Дуглас Фербенкс помер 12 грудня 1939 від серцевого нападу.

## Фільмографія
- 1915 — Мученики Аламо, або Народження Техасу / Martyrs of the Alamo or The Birth of Texas —  Джо (солдат)
- 1915 — Ягня / The Lamb — Джеральд
- 1916 — Його фотографія в газетах / His Picture in the Papers — Піт Пріндл
- 1916 — Американець / The Americano — Блейз Деррінджер
- 1916 — Загадка летючої риби / The Mystery of the Leaping Fish — Коук Еннідей
- 1917 — Сучасний мушкетер / A Modern Musketeer — Нед Текер / д'Артаньян
- 1918 — Аризона / Arizona — лейтенант Дентон
- 1920 — Знак Зорро / The Mark of Zorro — дон Дієго Вега / старий Зорро
- 1921 — Три мушкетери / The Three Musketeers — д'Артаньян
- 1922 — Робін Гуд / Robin Hood — Роберт із Хантігтона / Робін Гуд
- 1924 — Багдадський злодій / The Thief of Bagdad — багдадський злодій
- 1925 — Авіапошта / The Air Mail — Сенді
- 1925 — Дон К'ю, син Зорро / Don Q Son of Zorro — дон Сезар Вега / старий Зорро
- 1926 — Чорний пірат / The Black Pirate — Чорний пірат
- 1927 — Гаучо / The Gaucho — Гаучо
- 1929 — Залізна маска / The Iron Mask — д'Артаньян
- 1929 — Приборкання норовливої / The Taming of the Shrew — Петручо
- 1930 — Дістати до місяця / Reaching for the Moon — Ларі Дей
- 1932 — Містер Робінзон Крузо / Mr. Robinson Crusoe — Стів Дрексел
- 1934 — Приватне життя Дон Жуана / The Private Life of Don Juan — Дон Жуан

## Нагороди
- премія «Оскар» за творчу діяльність. 1939 рік.

## Цікаві факти
- Дуглас Фербенкс часто сам писав сценарії для своїх фільмів, вказуючи себе в титрах під псевдонімом «Елтон Томас» (Elton Thomas).
- Дуглас Фербенкс став персонажем декількох фільмів про історію кіно. Наприклад, у фільмі «Чаплін» (1992) роль Фербенкса виконав Кевін Клайн.
- Дуглас Фербенкс — прототип драматичного героя німого чорно-білого фільму «Артист» (2011). Підкреслено зовнішню схожість з Фербенксом, включений ряд біографічних деталей.
- У його честь отримав друге ім'я письменник Рей Бредбері. За паспортом він Реймонд Дуглас Бредбері. Герой з ім'ям Дуглас (очевидно, натяк на те, що це сам письменник) присутня в масі оповідань і в повісті «Кульбабове вино».
- На честь Фербенкса радянський режисер Григорій Александров назвав свого сина Дугласом.